# Crassula moschata
Espèce
Classification phylogénétique
Crassula moschata est une espèce de plante herbacée vivace, succulente et tapissante, de la famille des Crassulacées, présente sur les rivages des régions froides de l'hémisphère sud.

## Description
Crassula moschata est une plante rampante qui forme des tapis de végétation plus ou moins denses. Un même individu peut parfois s'étendre sur plusieurs mètres de diamètre. Les tiges principales restent prostrées et s'enracinent au niveau des nœuds. Elles portent de nombreuses ramifications latérales qui se redressent à leurs extrémités.
Les feuilles sont simples, effilées à la base, arrondies au sommet, étroites, de forme oblongue, elliptique ou spatulée. Elles sont de taille variable, de 2 à 12 mm de longueur et de 1,2  à 3,4 mm de largeur. Elles sont épaisses d'environ 0,7 mm, aplaties à la face supérieure, légèrement bombées à la face inférieure. 
Les fleurs solitaires apparaissent à l'aisselle de feuilles terminales. Les fleurs sont portées par un pédoncule long de 1,5 à 2,1 mm et sont composées de quatre sépales rosés soudés à la base et de quatre pétales blancs longs d'environ 2,5 mm. Les étamines sont également au nombre de quatre. La floraison survient de janvier à mars.
Le fruit est composé de quatre follicules contenant chacun quelques graines au tégument non ridé mais juste à peine rugueux,.
Les tapis de Crassula moschata, en particulier ceux qui sont les plus exposés aux embruns et à l'ensoleillement, se chargent fréquemment d'une abondante coloration rouge.
Selon Georg Forster, l'espèce exhale un léger parfum de musc (Recens odorem debilem muschi spirabat), d'où le choix de l'épithète moschata (musquée), mais malgré ce nom donné par le découvreur, d'autres botanistes, comme Joseph Dalton Hooker, n'ont jamais détecté le moindre parfum sur la plante fraîche (Notwithstanding the name given it by its discoverer, I was unable to detect any odour of musk or smell of any kind in the fresh plant).

## Répartition
Crassula moschata est une plante qui se développe exclusivement en bord de mer dans la zone littorale soumise aux embruns. Elle est commune sur les côtes du sud de la Nouvelle-Zélande, de la pointe de l'Amérique du Sud et des îles subantarctiques. Elle est également présente, mais rare, en Tasmanie.
Sur les îles subantarctiques, l'espèce est la principale composante, avec Leptinella plumosa, des pelouses côtières halophiles,.

## Taxonomie

### Synonymes[11]
- Bulliarda magellanica Comm. ex DC.
- Bulliarda moschata, (G.Forst) d'Urv., 1825
- Crassula magellanica (Willd. ex Schultes) Macloskie
- Tillaea chiloensis Gay
- Tillaea magellanica Willd. ex Schultes, 1827
- Tillaea moschata DC., 1828